# Somogyhárságy
Somogyhárságy (németül: Harschad, horvátul: Rašađ) község Baranya vármegyében, a Szigetvári járásban,

## Fekvése
Szigetvártól körülbelül 15 kilométerre északra fekszik a Zselic délnyugati részén, a Somogyapáti-Vásárosbéc között húzódó 66 125-ös út mentén. Ez az út halad át a község központjától délre fekvő, különálló Antalfalu településrészen is, míg Kishárságy településrészre a 66 128-as számú mellékút vezet.

## Története
Nagy-Hárságy a Győr nemzetség ősi birtoka volt. Nevét az oklevelek 1346-ban a Győr nemzetségbeliek osztozkodásakor említették először. Ekkor Hárságy Szerdahelyi Dersfi Péternek jutott.
1489-ben már két ilyen nevű helység volt e tájon: Flsewhassagh és Alsowhassagh néven, mindkettő Szerdahelyi Dersfi Istváné volt.
1598-1599-ben Székely Mihály, 1626-ban Imrefy Farkas volt a földesura.
A falu a 16. században pusztává lett. A 18. század körül először németek, majd magyarok telepedtek itt le, s a település hamarosan a környék legjelentősebb lélekszámú településévé vált.
Egy 1703 előtti összeíráskor Festetics Pál birtokában volt.
1733-ban még puszta és ekkor a Festetics családé volt.
A 20. század elején pedig gróf Bolza Pál nejének örökösei voltak itt a nagyobb birtokosok.
A falu jelentősebb birtokosai a Festetics, Zichy, Bolza, Székely és Imrefy családok voltak.
Az 1950-es megyerendezéssel a korábban Somogy vármegyéhez tartozó települést a Szigetvári járás részeként Baranyához csatolták.
A falu határában fekvő Keresztúr-dűlőn feküdt a hagyomány szerint egykor Keresztúr falu is. Templomának alapfalai a 20. század elején még látszottak.
A faluhoz tartozik: Bethlehem puszta és Kishárságy telep is. Utóbbi a középkorban falu volt. 1346-ban a Győr nemzetségbeli Dersfiak birtoka volt. 1489-ben Szerdahelyi Istváné volt, 1660-ban pedig Imrefy Farkasné birtokai között sorolták fel. Később a gróf Festetics család birtoka, majd gróf Bolza Pálné örököseié lett.

## Címere
Pajzsa álló, mezeje négy részre osztott, előterében kék alapszínén heraldikai liliomot ábrázoló szívpajzzsal. A bal felső, ezüst alapszínű mező három darab, egy pontból eredő hársfalevelet ábrázol, majd az óramutató járásának megfelelően a következő vörös alapon három aranyszín méh, a harmadik ezüst alapon zöld szőlőfürt, a negyedik ismét vörös alapon pedig apostoli kettőskereszt látható. A pajzs alatt hármas tagolású szalag, íves, aranyszínű szalag lebeg, benne nagykapitális "SOMOGYHÁRSÁGY" felirattal.

## Közélete

### Polgármesterei
- 1990–1994: Vangyia István (független)[4]
- 1994–1998: Vangyia István (független)[5]
- 1998–2000: Vangyia István (független)[6]
- 2000–2002: Fáth József (független)[7][8]
- 2002–2006: Fáth József (független)[9]
- 2006–2010: Fáth József (független)[10]
- 2010–2014: Fáth József László (független)[11]
- 2014–2019: Fáth József László (független)[12]
- 2019–2024: Fáth József László (független)[13]
- 2024– : Fáth József László (független)[1]

A településen 2000. november 19-én időközi polgármester-választást tartottak, az előző polgármester halála miatt.

## Népesség
A település népességének változása:
| Lakosok száma | 397  | 401  | 404  | 380  | 355  | 382  | 363  | 346  |
|               | 2013 | 2014 | 2015 | 2019 | 2021 | 2022 | 2023 | 2024 |

A 2011-es népszámlálás során a lakosok 87,4%-a magyarnak, 8,2% cigánynak, 7% németnek mondta magát (9,7% nem nyilatkozott; a kettős identitások miatt a végösszeg nagyobb lehet 100%-nál). A vallási megoszlás a következő volt: római katolikus 65,5%, református 6,8%, evangélikus 0,2%, felekezeten kívüli 13,8% (13,8% nem nyilatkozott).
2022-ben a lakosság 82,7%-a vallotta magát magyarnak, 14,7% cigánynak, 9,2% németnek, 0,3-0,3% szlováknak, ukránnak, bolgárnak, szerbnek és horvátnak, 9,7% egyéb, nem hazai nemzetiségűnek (9,4% nem nyilatkozott; a kettős identitások miatt a végösszeg nagyobb lehet 100%-nál). Vallásuk szerint 50,3% volt római katolikus, 5% református, 1% egyéb keresztény, 0,5% egyéb katolikus, 11,5% felekezeten kívüli (31,4% nem válaszolt).

## Nevezetességek

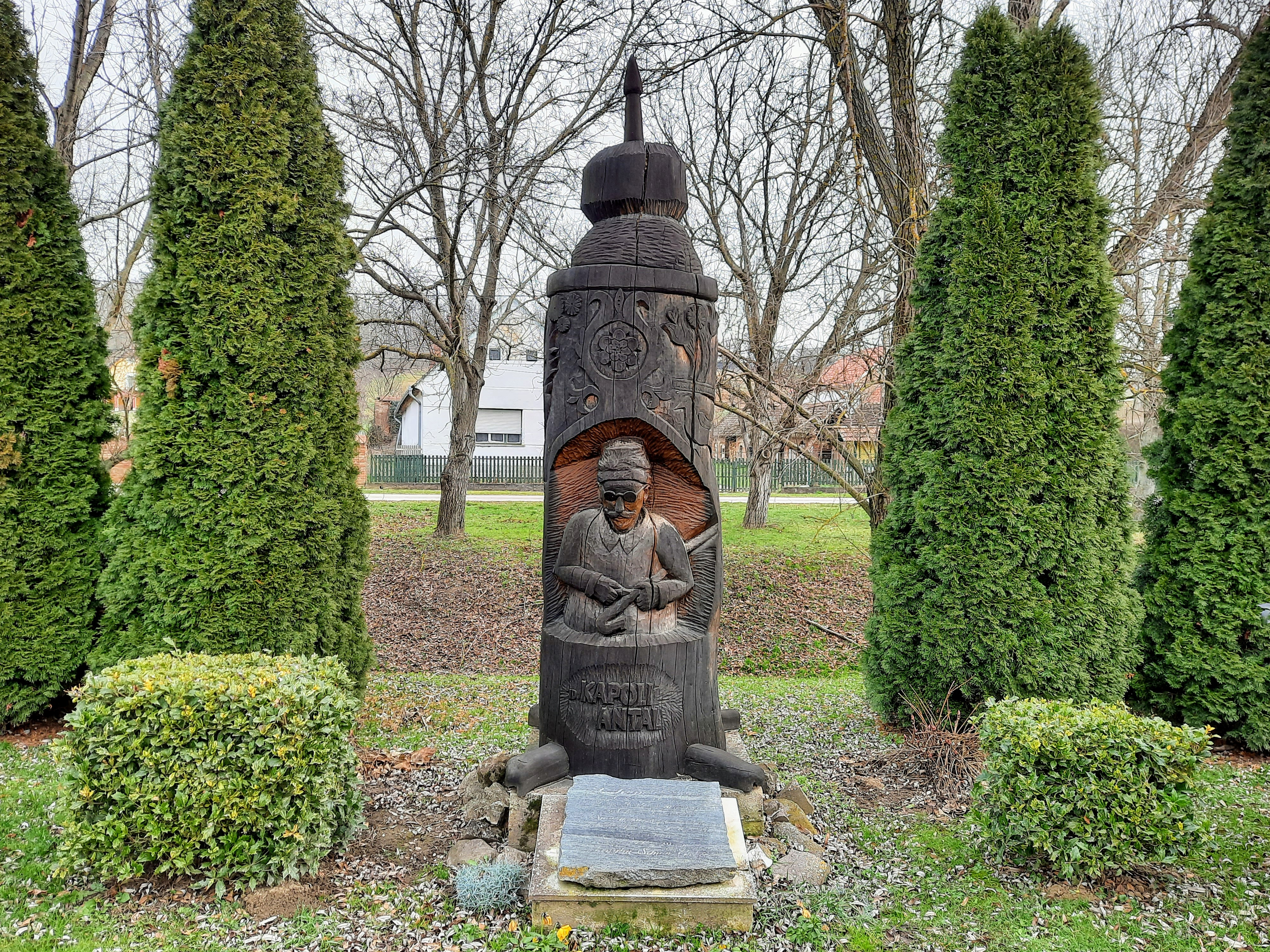
Kapoli Antal emlékműve

- Római katolikus templom - 1939-ben épült.
- A Festetics család mauzóleuma
- Helytörténeti gyűjtemény

## Itt éltek
- Kishárságyon született 1825-ben Jámbor Vilmos kertész, a vácrátóti, az alcsúti, a Margit-szigeti és a recski kertek építője.
- Itt élt egy ideig és itt halt meg 1947. június 8-án gróf Bolza Pál kertépítész, a Szarvasi Arborétum megalkotója.
- Életének utolsó szakaszában itt élt és alkotott id. Kapoli Antal, Kossuth-díjas fafaragó pásztor, a Népművészet Mestere. Sírja a somogyhárságyi temetőben látogatható.